# Boubou

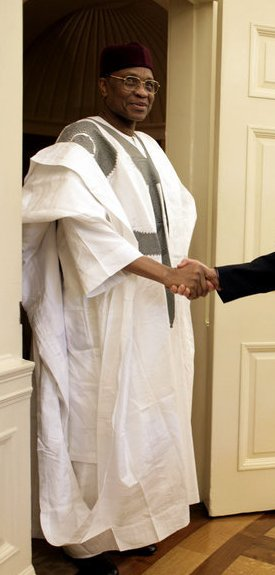
Mamadou Tandja in einem Boubou, 2005

Der Boubou (auch Bubu; von wolof mbubbe) ist eine locker fallende, weite Oberbekleidung aus dem Senegal, die in Westafrika und der westafrikanischen Diaspora von Männern und Frauen getragen wird.
In den einzelnen Volksgruppen ist der Boubou und ihm ähnliche Kleidungsstücke unter verschiedenen Namen bekannt. Die Yoruba und Dagomba tragen unter dem Agbada genannten Boubou ein hüftlanges Hemd (Buba) und passende Hosen (Sokoto) bzw. die Frauen einen Wickelrock (Pagne oder Wrapper). Bei den Hausa heißen dem Boubou ähnliche Kleidungsstücke Babban Riga, bei den Tuareg Tekatkat, in Nordafrika Gandourah und in Mauretanien wird er als Derra’a bezeichnet.

## Beschreibung und Gebrauch
Der Boubou besteht aus einem rechteckigen Stück Stoff von meist 150 Zentimeter Breite und unterschiedlicher Länge, mit einer Kopföffnung in der Mitte. Beim Tragen fällt er über die Schultern und wird an den Armen gebauscht. An den Seiten kann er hälftig zusammengenäht sein und so Ärmel erzeugen. Boubous für Frauen haben große, runde Halsöffnungen und werden mit einem farblich passenden Pagne und einem textilen Kopfschmuck (Head tie) getragen. Männer tragen üblicherweise Boubous mit V-förmigem Halsausschnitt und darunter ein farblich passendes Hemd und Hosen.
Der Grand Boubou (wolof Gran mbubu) ist eine besonders elegante, voluminöse Form des Boubou: Er ist rund drei Meter lang und reicht bis zu den Knöcheln. Diese wertvollen Boubous mit reichen Stickereien bestehen häufig aus Baumwolldamast (basin genannt), der vorher von spezialisierten Färberinnen aufwändig gefärbt wird. Die Stickereien sind traditionell weiß, seit den 1970er Jahren haben sich aber auch farbige Stickereien verbreitet, vor allem für Frauen-Boubous. Für alltäglichere Boubous werden auch Afrikanische Waxprints verarbeitet.

## Geschichte und Verbreitung
Früheste archäologische Funde weiter Gewänder in Subsahara-Afrika stammen aus Grabstätten im nigerianischen Igbo-Ukwu und werden auf das 9. Jahrhundert datiert. Es wird vermutet, dass Berber, insbesondere die Tuareg, während des Transsaharahandels diese Art der Gewänder in Zentral- und Westafrika einführten. Anfangs bekleideten sich damit nur Könige der Yoruba in Nigeria, der Dagomba in Ghana, der Mandinka in Gambia, der Susu in Guinea und der Temne in Sierra Leone. Von dort verbreitete er sich im Zuge der Wanderungen von Halbnomaden wie den Dyula und Hausa durch ganz Westafrika.
Zu Beginn des 19. Jahrhunderts bestand der Boubou im Senegal oft aus handgewebten Stoffstreifen und war nur hüftlang. Im Laufe des 19. Jahrhunderts kamen durch den Import maschinengewebter Stoffe und die Verbreitung des Islams der knöchellange, voluminösere Grand Boubou für muslimische Männer in Mode, der einem arabischen Kaftan ähnelt. Als zu Beginn des 20. Jahrhunderts urban lebende und christliche Männer begannen Anzüge zu tragen, wurde der Grand Boubou zum Gewand muslimischer Männer, sowohl im Alltag als auch zu zeremoniellen Gelegenheiten. Er wird zu religiösen islamischen Anlässen wie dem Eid und dem Freitagsgebet in der Moschee und zu Familienfeiern wie Hochzeiten oder Beerdigungen getragen. Ein weißer Grand Boubou aus Seide und mit goldenen Stickereien wird vom Hāddsch getragen; dieser Boubou wird daher mit Reichtum, Prestige und Gläubigkeit verbunden. Besonders kostbar gearbeitete Boubous gelten als Statussymbole der Familie und werden über Generationen weitervererbt.
Bäuerinnen und Arbeiterinnen trugen zu Beginn des 20. Jahrhunderts einfache Grand Boubous aus einfarbigem, maschinengewebtem Stoff. Reichere, urban lebende muslimische Frauen trugen hingegen hüftlange Boubous, unter denen ihre handgewebten oder aus feinen, französischem Stoff gefertigten Pagnes zu sehen waren. Junge christliche Frauen trugen einen Hybrid aus Boubou und westlichem Kleid, das locker fallende Boubou à la française (wolof ndoket) mit hoher Taille. Der Grand Boubou als elegante, festliche Kleidung für Frauen fand erst nach dem Zweiten Weltkrieg Verbreitung. Heute wird der Boubou in zahlreichen Varianten getragen, die dem Wandel der Mode unterliegen. Der Boubou kann dabei von jungen Frauen, aber ebenso von älteren muslimischen Frauen und muslimischen Männern getragen werden und modisches Gespür, Eleganz, Tradition ebenso wie Modernität ausdrücken.

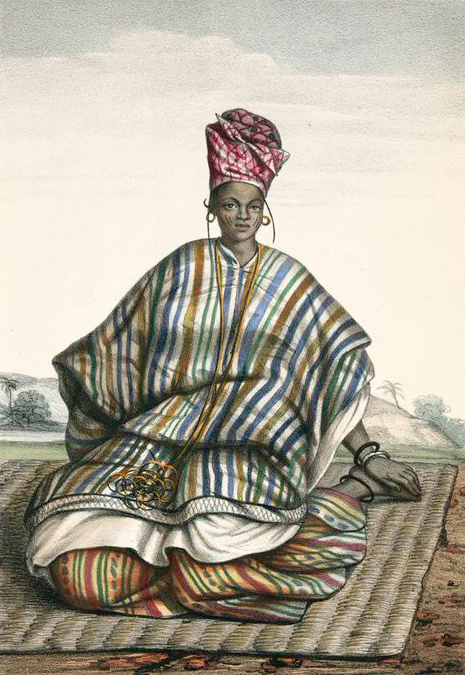
Eine Frau der Bambara im Boubou, 1853
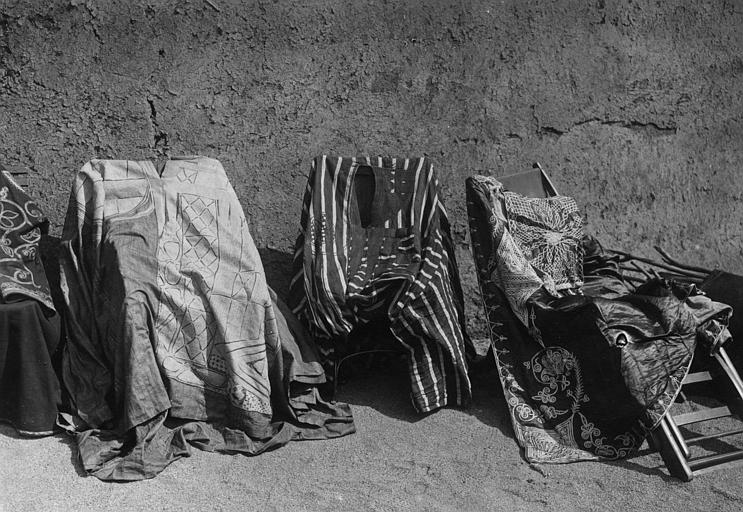
Boubous des Sultans von Ngaoundéré, 1917
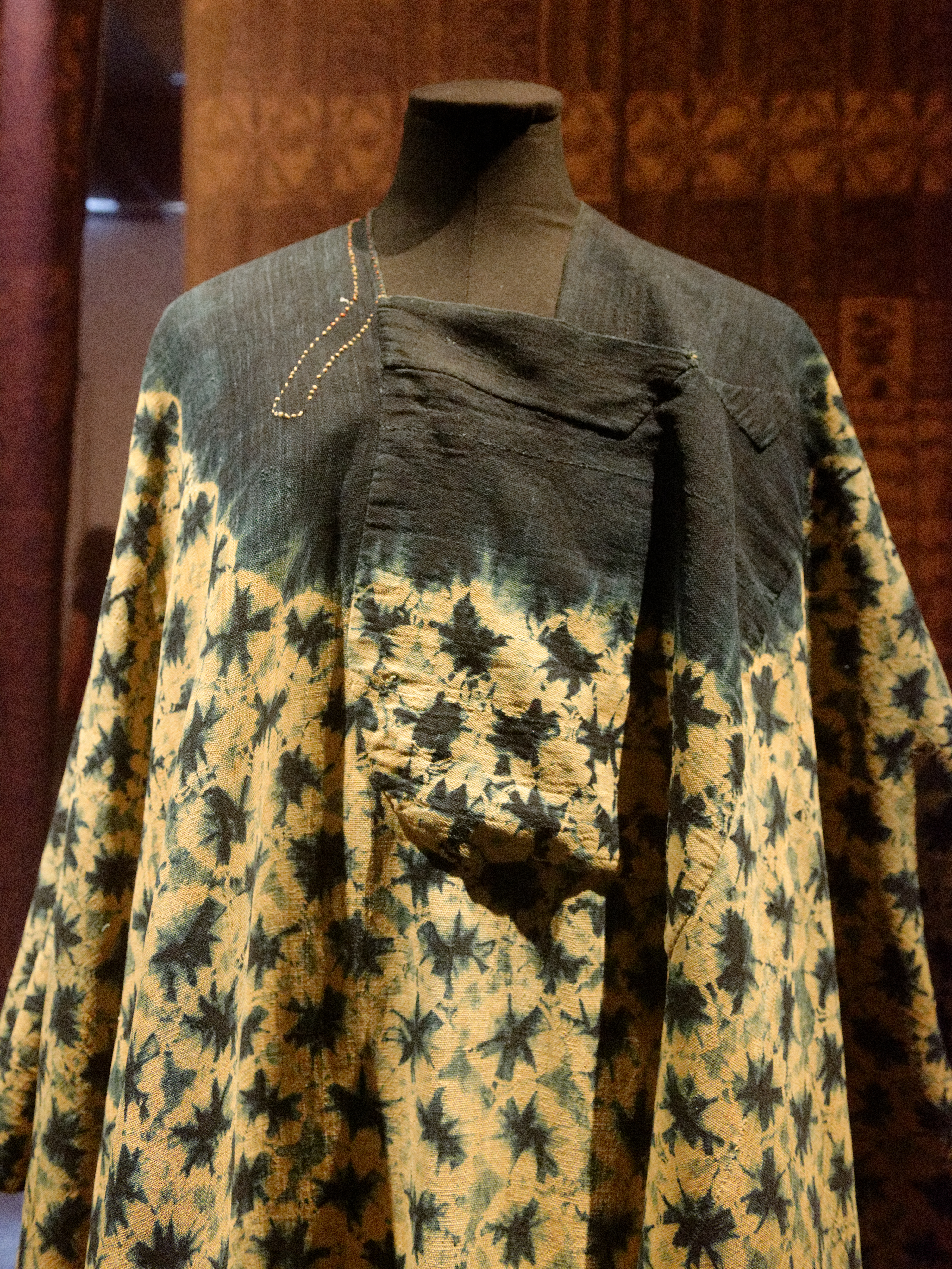
Boubou aus Liberia, gefärbt in Abbindtechnik (Tie-dye)
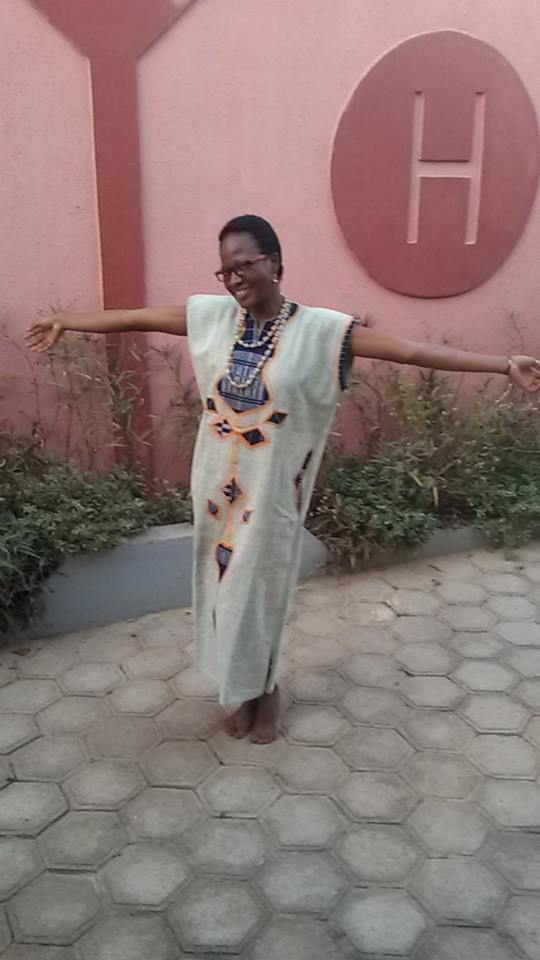
Eine Frau der Senufo in einem Boubou, 2015
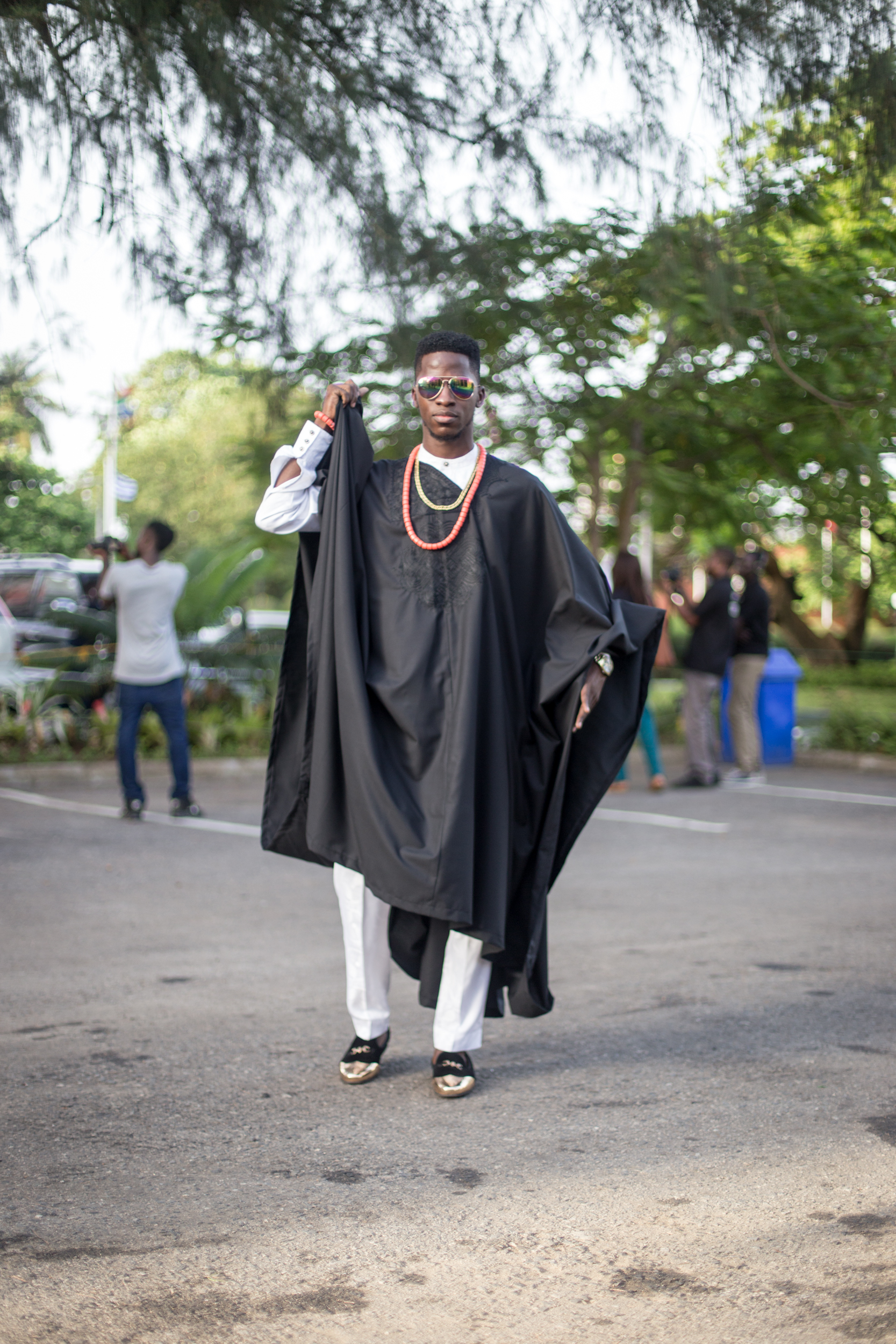
Junger Yoruba-Mann in einer modischen Agbada, 2015
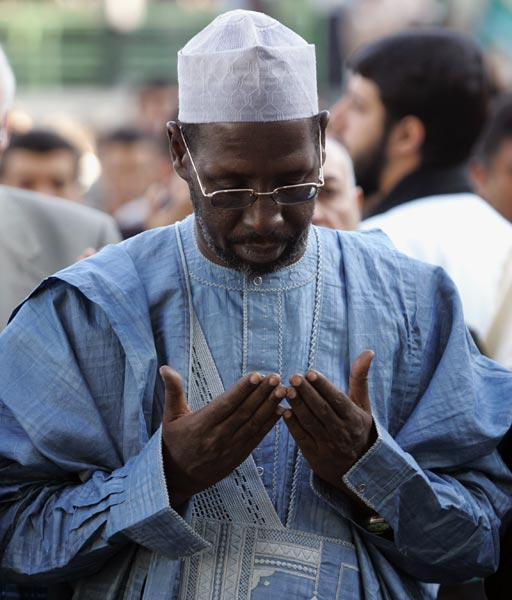
Muslimischer Mann im blauen Boubou während des Eid-Festes, 2005
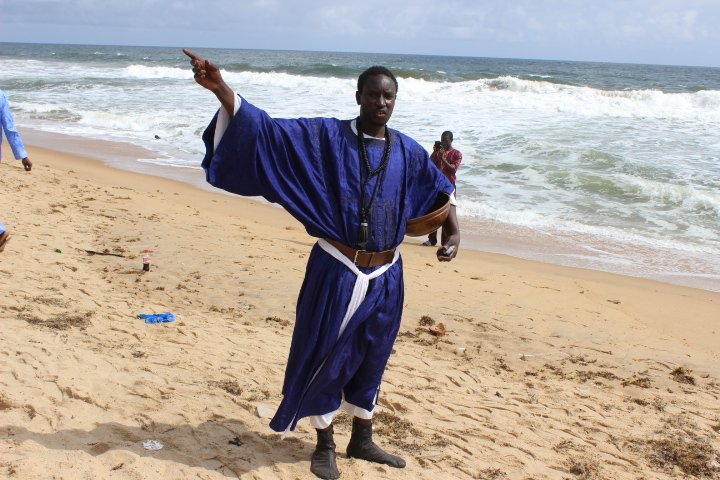
Ein Mann im Senegal im blauen Boubou, 2014